# Adrien Bergé
Pour les articles homonymes, voir Bergé.
Adrien Bergé est un joueur de rugby à XIII français qui évolue à l'ouverture au  SO Avignon XIII. Il a été formé au FC Lézignan.